# Heemstee
Heemstee is een buurtschap in de gemeente Castricum, in de Nederlandse provincie Noord-Holland. Heemstee is net ten zuiden van Oosterbuurt en ten noorden van Heemskerk gelegen. Het is een vrij kleine buurtschap met de kern van bewoning net buiten Oosterbuurt aan de Heemstederweg met een aantal grote schuurloodsen. Net buiten deze kern liggen nog tweetal boerenbedrijven waarvan er één aan de Kerkedijk is gelegen.
Heemstee was een van de vele kleine kernen die in het gebied van Castricum was ontstaan. Wanneer precies de plaats is ontstaan is niet helemaal duidelijk vooral ook omdat wat zuidelijker nog een gelijknamige plaats was gelegen. Heemstede, waarmee het samen met Heemskerk ook wel verward wordt. Maar volgens Lexicon van Nederlandse toponiemen tot 1200 zou de plaats Hemstee, dat volgens het betreffende werk twee kilometer ten zuiden ligt van Kastrikum,weleens zo tegen het einde van de 11e eeuw zijn ontstaan. De plaatsnaam komt in de bron uit 1420, een aangevulde kopie van een werk uit de tweede helft van de 10e eeuw voor als Hemstede. De latere en huidige spelling Heemstee is waarschijnlijk ontstaan ter onderscheiding met die andere Heemstede, ten zuiden van Haarlem. Stee is onder meer nog gebruikelijk in het West-Fries, als benaming voor een stede. De betekenis van de plaatsnaam zou net als het huidige dorp Heemstede weleens hofstede of woonplaats kunnen zijn maar dat is niet helemaal zeker. In Heemstee heeft ooit mogelijk ook een kerk gestaan maar daar is voor zover bekend geen spoor nog van gevonden. Het plaatsje was wel een tijdlang iets groter dan het anno 2010 is. Heemstee valt formeel net als Oosterbuurt onder het dorp Castricum.
Dorpen: Akersloot · Bakkum · Bakkum-Noord · Castricum · Castricum aan Zee · Dusseldorp · Limmen · De Woude

Buurtschappen: Boekel · Duin en Bosch · Heemstee · Klein Dorregeest (deels) · Kogerpolder (deels) · Molendijk · Noord-End · Noord-Bakkum · Oosterbuurt · Oosterzij (deels) · Schulpstet · Starting · Stierop
Noord-Holland: Steden en dorpen      Nederland: Provincies · Gemeenten